# Madison, Indiana
Madison är en stad i Jefferson County i sydöstra Indiana, USA. Madison är administrativ huvudort (county seat) i Jefferson County och ligger vid floden Ohio River. Innerstaden i Madison har utpekats som ett av de största historiska landmärkena i USA med många gamla, vackra byggnader. 
Det har spelats in två Hollywood-filmer i Madison. "Some Came Running", 1958 och "Madison", 2001.
Geologen Fielding Bradford Meek föddes i Madison.